# پلی‌زومی
پلی‌زومی ( polysomy) شرایطی است که در آن حداقل یک کروموزوم اضافی در سلول وجود دارد. پلی‌زومی معمولاً در اثر اشتباه در مرحله جداشدن کروموزوم‌های هومولوگ در میوز اتفاق می‌افتد. سندروم داون یکی از شایعترین حالات پلی‌زومی در انسان است که در آن یک نسخه اضافی از کروموزوم شماره ۲۱ در سلول وجود دارد. 

## انواع پلی‌زومی
- تریزومی: حالتی که در آن یک کروموزوم اضافی در کنار دو نسخه کروموزوم قرار می‌گیرد. سندروم داون شایعترین مورد تریزومی است.
- پلی‌زومی ایکس: در این حالت یک کروموزوم اضافی ایکس در سلول‌ها وجود دارد. این حالت شایعترین اختلال کروموزومی در مردان محسوب می‌شود.سندرم کلاین فلتر نوعی پلی‌زومی ایکس است.